# Cyclogomphus
Cyclogomphus – rodzaj ważek z rodziny gadziogłówkowatych (Gomphidae).

## Podział systematyczny
Do rodzaju należą następujące gatunki:
- Cyclogomphus flavoannulatus Rangnekar, Dharwadkar, Sadasivan & Subramanian, 2019
- Cyclogomphus gynostylus Fraser, 1926
- Cyclogomphus heterostylus Selys, 1854
- Cyclogomphus wilkinsi Fraser, 1926
- Cyclogomphus ypsilon Selys, 1854